# Cryptopecten
Cryptopecten is een geslacht van tweekleppigen uit de familie van de Pectinidae (mantelschelpen).

## Soorten
- Cryptopecten bernardi (Philippi, 1851)
- Cryptopecten bullatus (Dautzenberg & Bavay, 1912)
- Cryptopecten nux (Reeve, 1853)
- Cryptopecten phrygium (Dall, 1886)
- Cryptopecten vesiculosus (Dunker, 1877)